# Wera Alexandrowna Terechowa
Wera Alexandrowna Terechowa (russisch Вера Александровна Терехова; * 10. Januar 1935 in Moskau; † 30. Mai 2017 ebenda) war eine sowjetische bzw. russische Finanzökonomikerin und Hochschullehrerin.

## Leben
Nach dem Schulabschluss 1953 begann Terechowa das Studium am Moskauer Finanz-Institut (MFI), das sie 1957 mit Auszeichnung abschloss. Darauf arbeitete sie in der Hauptingenieurverwaltung des Staatlichen Komitees für Außenwirtschaftsbeziehungen.
Nach der Aspirantur im MFI bei Afanassi Dodonow 1961–1963 blieb Terechowa dort und lehrte am Lehrstuhl für Buchhaltungsrechnung und -analyse. Ihr Forschungsschwerpunkt waren die Probleme der Organisation der Berechnungs- und Analysearbeit unter den Bedingungen der laufenden Produktionsorganisation und -automatisierung in Maschinenbau-Unternehmen. Nach erfolgreicher Verteidigung ihrer Dissertation 1965 wurde sie zur Kandidatin der ökonomischen Wissenschaften promoviert. Ab 1965 betreute sie die im Institut behandelten Wirtschaftsvertragsthemen.
Terechowa verteidigte 1990 ihre Doktor-Dissertation über Theorie und Praxis der standardisierten Produktionskostenberechnung in Maschinenbau-Unternehmen mit Erfolg für die Promotion zur Doktorin der ökonomischen Wissenschaften. Die Ernennung zur Professorin erfolgte 1992.
Nach der Anerkennung der privaten Finanzökonomik-Schule 1993 wurde Terechowa ihre Präsidentin. Ab 1994 beteiligte sie sich an der Entwicklung nationaler Buchhaltungsrechnungsstandards entsprechend dem Programm zur Reformierung des nationalen Buchhaltungsrechnungssystems auf der Grundlage internationaler Standards.

## Ehrungen, Preise
- Medaille der Ausstellung der Errungenschaften der Volkswirtschaftder UdSSR (zweimal)